# Terry Sawchuk
Terry Sawchuk (ur. 28 grudnia 1929 w Winnipeg w Kanadzie, zm. 31 maja 1970 w Nowym Jorku) – kanadyjski zawodowy hokeista grający na pozycji bramkarza, który rozegrał w NHL 21 sezonów w klubach: Detroit Red Wings, Boston Bruins, Toronto Maple Leafs, Los Angeles Kings i New York Rangers. Swój pseudonim Uke zyskał dzięki ukraińskiemu pochodzeniu. Od 1971 roku członek Hockey Hall of Fame.

## Kariera
W ciągu swojej kariery Sawchuk wygrał 501 meczów, 441 w sezonie zasadniczym i 54 w play-off, a w 115 zaliczył shutout (czyste konto), 103 razy w sezonie zasadniczym i 12 razy w play-off. Terry Sawchuk urodził i wychował się w Winnipeg w prowincji Manitoba w Kanadzie, gdzie grał w hokeja na otwartym lodowisku. Nazywany „Uke” dzięki swojemu ukraińskiemu pochodzeniu, rozpoczął swoją zawodową karierę w wieku 17 lat, zdobywając tytuł debiutanta roku w United States Hockey League. Następnie zdobył tytuł debiutanta roku grając w Indianapolis Capitals w American Hockey League. Powołany z AHL do Detroit Red Wings na sezon 1950-51 NHL, zdobył Calder Memorial Trophy dla najlepszego debiutanta sezonu, stając się pierwszym zawodnikiem, który zdobył tytuły rookie-of-the-year w trzech różnych profesjonalnych ligach. Został wybrany także do pierwszej drużyny All Star, co można dzisiaj porównać do zdobycia Vezina Trophy, jako że wtedy otrzymywał je bramkarz z najmniejszą liczbą puszczonych bramek na mecz. W 1952 roku Terry Sawchuk poprowadził Detroit Red Wings do zdobycia Pucharu Stanleya w minimalnej liczbie ośmiu meczów (dwie serie do 4 zwycięstw), w których zaliczył 4 razy shutout i puścił jedynie 5 bramek. W ciągu wszystkich ze swoich pięciu pierwszych lat w NHL, prowadził w statystyce zwycięstw i dostał się do drużyny All Stars. W sezonie 1954-55 został nabyty przez Boston Bruins, jednak nie potrafił dostosować się do gry tej ekipy. W czasie sezonu 1956-57 skończył karierę, narzekając na poważny stres i mononukleozę. Jednak, w następnym sezonie powrócił do gry po tym jak został z powrotem zawodnikiem Detroit. W zamian Red Wings wysłali młodego napastnika Johnny’ego Bucyka do Bostonu (jedna z najbardziej jednostronnych transakcji w historii NHL). Przed startem sezonu 1964 trafił do Toronto Maple Leafs poprzez waiver draft gdzie wygrał kolejny Vezina Trophy w sezonie 1964-65 i pomógł Leafs zdobyć Puchar Stanleya w sezonie 1966-67. Sawchuk posiadał zdolność do grania pomimo ciężkich kontuzji, co było znaczącą zaletą w czasach kiedy bramkarze nie używali masek ochronnych, którą można było dostrzec już w jego dzieciństwie. Mając dwanaście lat zlekceważył kontuzję w czasie towarzyskiego meczu rugby, która po dwóch latach okazała się złamaniem kości ręki, która nie zrosła się dobrze, Sawchuk do końca życia miał jedną rękę krótszą o 5 cm od drugiej. W swojej zawodowej karierze Sawchuk rozegrał ponad dwanaście sezonów bez maski i miał ponad 600 szwów założonych na twarz. Później jednak używał maskę i cenił jej ochronę.

## Śmierć
Sawchuk wiele lat zmagał się z nieleczoną depresją, która negatywnie wpływała na jego życie. W czasie bójki pod wpływem alkoholu z hokeistą New York Rangers Ronem Stewartem, Sawchuk doznał poważnych obrażeń i po kilku tygodniach zmarł w Nowym Jorku. Nie wiadomo czy to zdarzenie było prawdziwą bójką czy jedynie nieodpowiedzialnym zachowaniem, ale wszczęto śledztwo o nieumyślne spowodowanie śmierci i Stewart nie został oskarżony. W wyniku uszkodzenia wątroby powstało w organizmie Sawchuka wiele zakrzepów, które trzeba było usuwać chirurgicznie. Jednak zakrzep spowodował zatrzymanie akcji serca i Terry Sawchuk zmarł 31 maja 1970 roku w wieku 40 lat. Sawchuk został pochowany na Mount Hope Cemetery w Pontiac w stanie Michigan.

## Spuścizna

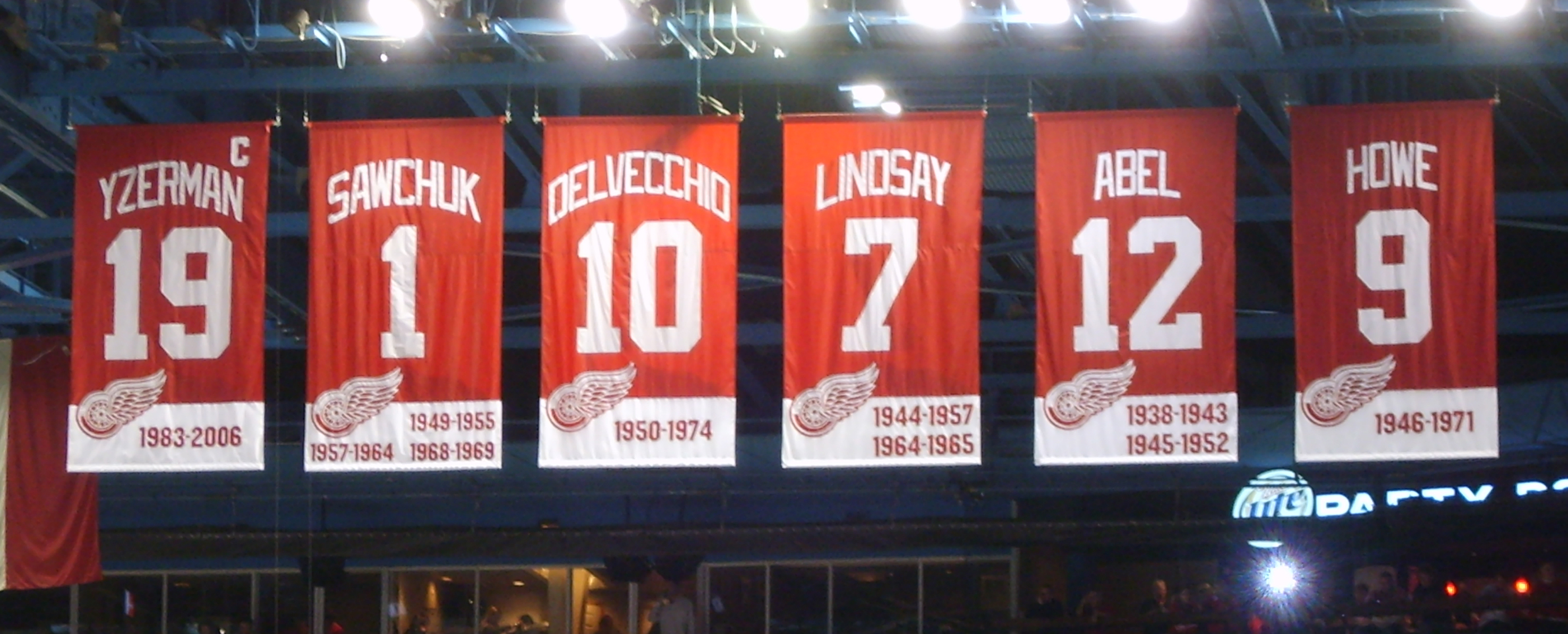
1 zastrzeżony numer Sawchuka w hali Joe Louis Arena

Terry Sawchuk ukończył karierę z 447 zwycięstwami, co przez 30 lat było rekordem, a jego 103 shutouty do dziś są rekordem w NHL. W 1971 r. Sawchuk został pośmiertnie wybrany do Hockey Hall of Fame a także otrzymał Lester Patrick Trophy za swój wkład w rozwój hokeja w USA. W 1997 została wydana książka Briana Kendalla: Shutout: The Legend of Terry Sawchuk. Książka Davida Dupis Sawchuk: The troubles and triumphs of the World’s Greatest Goalie, którą wydano w 1998, została napisana przy współpracy rodziny Sawchuka. W 2001 Terry Sawchuk został uwieczniony na znaczku pocztowym. Numer Sawchuka 1 został zastrzeżony przez Detroit Red Wings. W Winnipeg nadano imię Sawchuka lodowisku (Terry Sawchuk Memorial Arena).

## Nagrody i wyróżnienia
- Najlepszy debiutant roku USHL (1948)
- Dudley „Red” Garrett Memorial Award – Najlepszy debiutant roku AHL (1949)
- Calder Memorial Trophy (1951)
- NHL First All-Star Team (1951, 1952, & 1953)
- NHL Second All-Star Team (1954, 1955, 1959, & 1963)
- Vezina Trophy (1952, 1953, 1955, & 1965)
- Puchar Stanleya (1952, 1954, 1955, & 1967)
- Lester Patrick Trophy (1971)
- Wybrany Hockey Hall of Fame w 1971
- W 1998 roku znalazł się 9 miejscu (najwyższe wśród bramkarzy) na liście 100 najlepszych hokeistów magazynu The Hockey News
- 6 marca 1994 roku jego numer 1 został zastrzeżony w klubie Detroit Red Wings

## Rekordy
- NHL Record - Career Shut-Out Leader - 103
- NHL Record - Career Ties Leader - 172

## Statystyki
M=Mecze, MR=Minuty rozegrane, GS=Gole stracone, W=Wygrane, P=Przegrane, R=Remisy, SO=Shutouts
| Sezon     | Drużyna             | M   | MR    | GS   | W   | P   | R   | SO  | GAA  |
| --------- | ------------------- | --- | ----- | ---- | --- | --- | --- | --- | ---- |
| 1949-1950 | Detroit Red Wings   | 7   | 420   | 16   | 4   | 3   | 0   | 1   | 2.29 |
| 1950-1951 | Detroit Red Wings   | 70  | 4200  | 139  | 44  | 13  | 13  | 11  | 1.99 |
| 1951-1952 | Detroit Red Wings   | 70  | 4200  | 133  | 44  | 14  | 12  | 12  | 1.90 |
| 1952−1953 | Detroit Red Wings   | 63  | 3780  | 120  | 32  | 15  | 16  | 9   | 1.90 |
| 1953−1954 | Detroit Red Wings   | 67  | 4004  | 129  | 35  | 19  | 13  | 12  | 1.93 |
| 1954−1955 | Detroit Red Wings   | 68  | 4080  | 132  | 40  | 17  | 11  | 12  | 1.96 |
| 1955–1956 | Boston Bruins       | 68  | 4080  | 181  | 22  | 33  | 13  | 9   | 2.60 |
| 1956–1957 | Boston Bruins       | 34  | 2040  | 81   | 18  | 10  | 6   | 2   | 2.38 |
| 1957-1958 | Detroit Red Wings   | 70  | 4200  | 207  | 29  | 29  | 12  | 3   | 2.94 |
| 1958-1959 | Detroit Red Wings   | 67  | 4020  | 209  | 23  | 36  | 8   | 5   | 3.09 |
| 1959−1960 | Detroit Red Wings   | 58  | 3480  | 156  | 24  | 20  | 14  | 5   | 2.67 |
| 1960-1961 | Detroit Red Wings   | 37  | 2150  | 113  | 12  | 16  | 8   | 2   | 3.10 |
| 1961–1962 | Detroit Red Wings   | 43  | 2580  | 143  | 14  | 21  | 8   | 5   | 3.28 |
| 1962–1963 | Detroit Red Wings   | 48  | 2775  | 119  | 22  | 16  | 7   | 3   | 2.55 |
| 1963-1964 | Detroit Red Wings   | 53  | 3140  | 138  | 25  | 20  | 7   | 5   | 2.64 |
| 1964–1965 | Toronto Maple Leafs | 36  | 2160  | 92   | 17  | 13  | 6   | 1   | 2.56 |
| 1965–1966 | Toronto Maple Leafs | 27  | 1521  | 80   | 10  | 11  | 3   | 1   | 3.16 |
| 1966-1967 | Toronto Maple Leafs | 28  | 1409  | 66   | 15  | 5   | 4   | 2   | 2.81 |
| 1967-1968 | Los Angeles Kings   | 36  | 1936  | 99   | 11  | 14  | 6   | 2   | 3.07 |
| 1968–1969 | Detroit Red Wings   | 13  | 641   | 28   | 3   | 4   | 3   | 0   | 2.62 |
| 1969–1970 | New York Rangers    | 8   | 412   | 20   | 3   | 1   | 2   | 1   | 2.91 |
|           | NHL razem           | 971 | 57228 | 2401 | 447 | 330 | 172 | 103 | 2.52 |